# Stéphane Konaté
Kinidinnin Stéphane Konaté Sornan (Bouaké, 23 agosto 1980) è un ex cestista ivoriano.

## Carriera
Dopo aver iniziato la carriera in Costa d'Avorio si sposta prima per due stagioni in Marocco con ASE Essaouira, in seguito brevemente in Spagna al Club Deportivo Maristas Palencia ed in Egitto dove conquisterà il titolo nazionale. Dal 2014 fa ritorno in patria con l'Abidjan Basket-ball Club.
Con la Costa d'Avorio ha disputato i Campionati mondiali del 2010. Nel 2020, dopo un'assenza di dieci anni, torna a vestire la divisa della nazionale per le Qualificazioni AfroBasket 2021 risultando il miglior realizzatore della squadra.

## Palmarès
- Campionato ivoriano: 3

Abidjan Basket-ball Club: 2006, 2007, 2019
- Campionato egiziano: 1

AL Gezira: 2013-14
- Coppa della Costa d'Avorio maschile: 2

Abidjan Basket-ball Club: 2006, 2007
- Supercoppa della Costa d'Avorio maschile: 1

Abidjan Basket-ball Club: 2007

### Individuale
- Miglior realizzatore FIBA Africa Clubs Champions Cup: 1

2014